# Trilepida dimidiata
Trilepida dimidiata — вид змій родини струнких сліпунів (Leptotyphlopidae). Мешкає в Південній Америці.

## Поширення і екологія
Trilepida dimidiata мешкають в Гаяні, Суринамі і бразильському штаті Рорайма, можливо, також на південному сході Венесуели. Вони живуть у вологих тропічних лісах і саванах, на висоті від 20 до 300 м над рівнем моря.